# Зоологічний журнал Ліннеєвського товариства
«Зоологічний журнал Ліннеєвського товариства» (англ. Zoological Journal of the Linnean Society) — щомісячний науковий зоологічний журнал, що друкується у видавництві Oxford University Press від імені Лондонського Ліннеєвського товариства. Журнал заснований у 1856 році під назвою «Журнал праць Лондонського Ліннеєвського товариства. Зоологія» (англ. Journal of the Proceedings of the Linnean Society of London. Zoology). У 1866 році видання перейменовано у «Журнал праць Лондонського Ліннеєвського товариства. Зоологія» (англ. Journal of the Linnean Society of London, Zoology), а у 1969 році він отримав теперешню назву.
У журналі публікуються статті, що стосуються систематики та еволюції тварин, порівняльні, функціональні та інших дослідження, що стосуються зоології. Предметом статей є як сучасні, так і вимерлі тварини.